# آبیاری در گیلان
در منطقه خزری ایران، که رودخانه‌های سرچشمه گرفته از کوهها، به‌طور گسترده در آن روان است، روش‌های آبیاری به طرز قابل توجهی با تکنیک‌ها و روش‌های استفاده شده در نواحی خشک این کشور، که مشخصهٔ آن استفاده از قنات می‌باشد، متفاوت است. در مناطق پشت ساحل خزر که در آن برنج کشت می‌شود، نیاز به آب قابل توجه است و برای آبیاری نیاز به سازماندهی دقیق وجود دارد. تخمین زده می‌شود که یک هکتار برنج در فومنات از ۹،۰۰۰ متر مکعب، تا ۱۸،۰۰۰ متر مکعب با متوسط ۱۲،۴۰۰ متر مکعب آب نیاز دارد. سیلاب تراس‌های برنج درشروع چرخه محصول به تنهایی شامل ۲،۷۰۰ متر مکعب در هکتار می‌شود.
تکنیک‌های متنوعی برای پاسخ به این نیاز به کار گرفته می‌شوند، که به اقلیم ناحیه و منابع موجود وابسته‌اند. چاههای محلی در دره‌های بالادست، همچنین آب باران، استفاده می‌شوند اما اغلب به خودی خود کافی نیستند. ذخیره گاههای آب (سل به گیلکی و تالشی؛ استخر به فارسی) که علاوه بر باران سرریز حوضه‌های آبریز و گاهی آب خندق‌های زهکشی بدانها می‌ریزد، هم به سیستم آبیاری کمک می‌کنند، همچنیند جریانات و جویبارهای کوهستانی که از طریق سدهای موقتی. آب سفیدرود از طریق لوله‌های کوچک به کانالکشی می‌شوند تا زمینهای جلگه مرکزی را آبیاری کنند. سد عظیمی ۴۲۵ طول در ۱۱۰ متر ارتفاع با ظرفیت ۷۶۰ میلیون متر مکعب، در ۱۹۶۲ توسط شرکت فرانسوی Sogreah-Cotha در پایین دست قزل اوزن و سفیدرود در منجیل ساخته شد تا به آبیاری کمک کند. این شاید متناقض به نظر برسد که برای یکی از مرطوبترین مناطق ایران چنان پروژه بزرگ آبیاری لازم باشد ولی می‌توان این واقعیت را با توجه به این واقعیت توضیح داد که گیلان در کنار مازندران، مناطق اصلی رویش برنج هستند که، غذای اصلی این کشور است. در پایین دست این ذخیره گاه بزرگ دو بند بر سفیدرود ساخته شده: یکی در تاریک برای تأمین آب فومنات از طریق یک کانال زیرزمینی ۱۷ کیلومتری و دیگری در سنگر، برای کامل کردن آبیاری کرانه چپ از منطقه رشت و تضمین جریان منظم آب آبیاری به سرزمینهای کرانه راست سفیدرود است.